# Rauia spicata
Rauia spicata là một loài thực vật có hoa trong họ Cửu lý hương. Loài này được Haye miêu tả khoa học đầu tiên năm 1933.